# Roxton
Roxton – wieś w Anglii, w hrabstwie ceremonialnym Bedfordshire, w dystrykcie (unitary authority) Bedford. Leży 12 km na północny wschód od centrum miasta Bedford i 76 km na północ od centrum Londynu.